# John R. Thurman (Offizier)

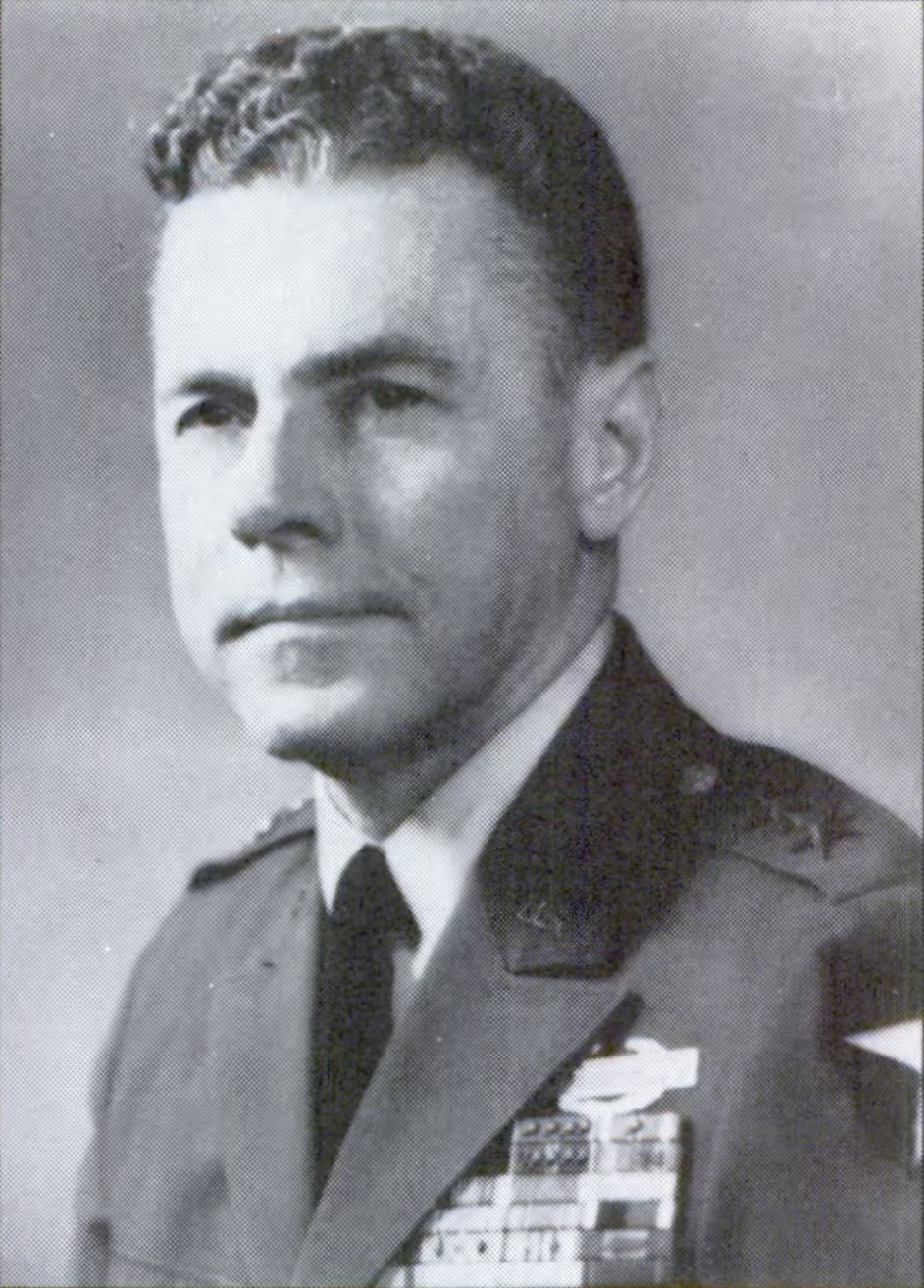
John R. Thurman III (1976)

John Royster Thurman III (* 11. April 1924 in Lexington, Kentucky; † 29. Mai 2004 in Washington, D.C.) war ein Generalleutnant der United States Army. Er war unter anderem Kommandeur der 2. Infanteriedivision.

## Leben
John Thurman war ein Sohn von John Royster Thurman Jr. (1899–1977) und dessen Frau Rose Moran Thurman (1900–1974). Er war ein älterer Bruder von General Maxwell R. Thurman (1931–1995). Im Jahr 1946 absolvierte er die United States Military Academy in West Point. Nach seiner Graduation wurde er als Leutnant in das Offizierskorps des US-Heeres aufgenommen. In der Army durchlief er anschließend alle Offiziersränge vom Leutnant bis zum Drei-Sterne-General.
In seinen jüngeren Jahren versah er den für Offiziere in den niederen Rangstufen üblichen Dienst in verschiedenen Einheiten und Standorten. Während des Koreakriegs diente er in einer Einheit des 187. Luftlanderegiments und dann im Stab des X. Korps. Im weiteren Verlauf der 1950er Jahre setzte er seine Offizierslaufbahn fort. Später studierte er am Armed Forces Staff College und dann Mitte der 1960er Jahre am Naval War College der United States Navy. Zwischenzeitlich war er als Dozent an der Militärakademie in West Point tätig.
In den Jahren 1965 und 1966 war er erstmals im Vietnamkrieg eingesetzt, wo er unter anderem ein Bataillon das zur 25. Infanteriedivision gehörte kommandierte. Danach bekleidete er einige Stabsaufgaben unter anderem im Verteidigungsministerium der Vereinigten Staaten, ehe er Anfang der 1970er Jahre nach Vietnam zurückkehrte. Dort gehörte er dem Stab der 25. Infanteriedivision an, die bald darauf in die Vereinigten Staaten zurückverlegt wurde.
In den Jahren 1971 und 1972 gehörte Thurman dem Stab der 8. Infanteriedivision an, die in Bad Kreuznach in Deutschland stationiert war. Anschließend war er bis 1975 Stabsoffizier beim Vice Chief of Staff of the Army. Daran schloss sich eine Versetzung nach Südkorea an, wo er im Mai 1975 als Nachfolger von Henry E. Emerson das Kommando über die 2. Infanteriedivision übernahm.
Nachdem John Thurman im Juni 1976 sein Kommando an Morris J. Brady übergeben hatte, kehrte er in die Vereinigten Staaten zurück, wo er die Leitung des Command and General Staff College in Fort Leavenworth in Kansas übernahm. Sein letzter militärischer Auftrag vor seiner Pensionierung im Jahr 1979 war die des stellvertretenden Kommandeurs des United States Army Training and Doctrine Command (TRADOC).
John Thurman starb am 29. Mai 2004 in Washington und wurde auf dem Nationalfriedhof Arlington beigesetzt.

## Orden und Auszeichnungen
John Thurman erhielt im Lauf seiner militärischen Laufbahn unter anderem folgende Auszeichnungen:
- Army Distinguished Service Medal
- Legion of Merit (6 Mal)
- Bronze Star Medal (5 Mal)
- Distinguished Flying Cross (2 Mal)
- Air Medal (35 Mal)
- Purple Heart